# Daniel-Alexandre Chavannes

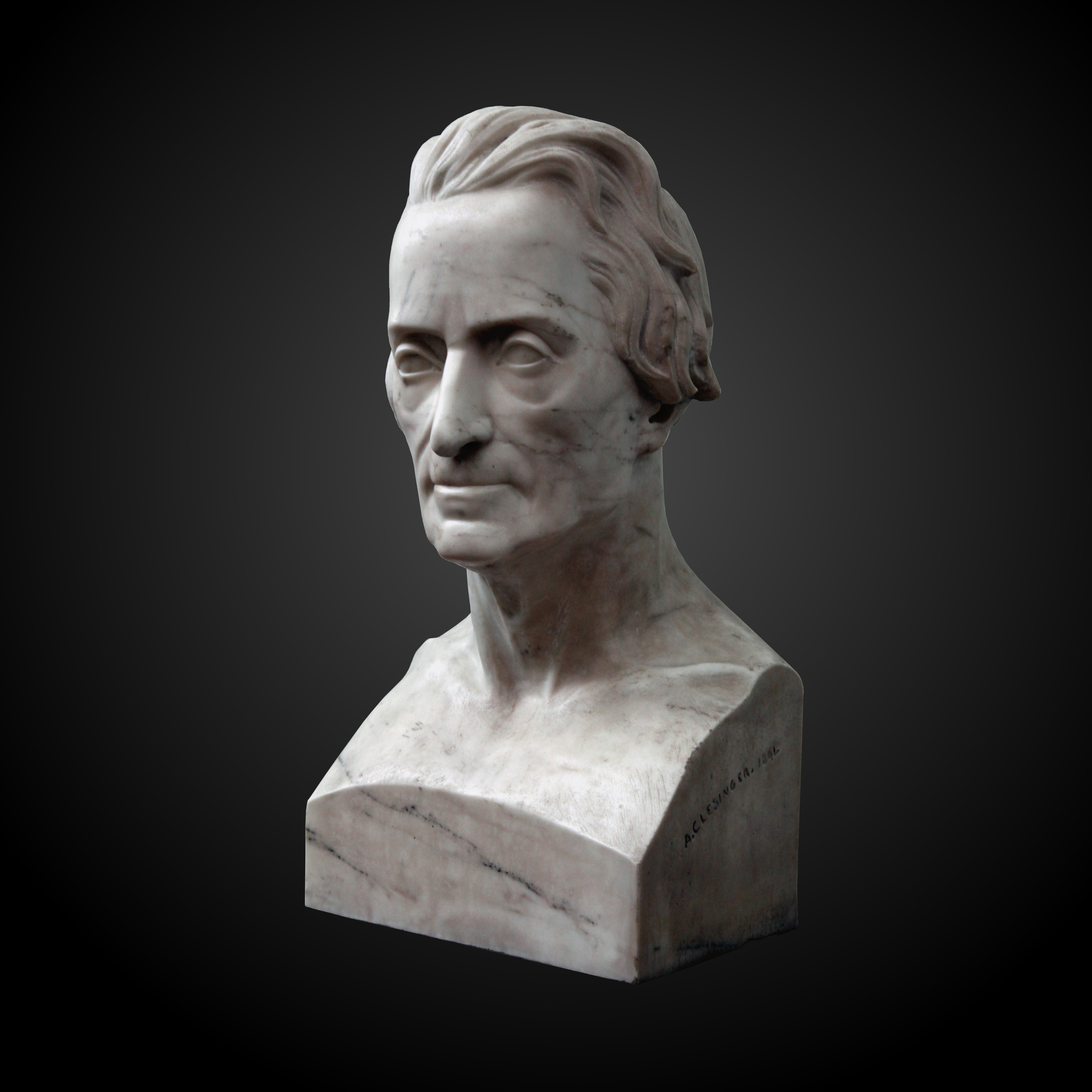
Daniel-Alexandre Chavannes, Büste von Auguste Clésinger

Daniel-Alexandre Chavannes (* 21. Juli 1765 in Vevey; † 29. Oktober 1846 anderes Datum 28. Oktober 1846 in Lausanne) war ein Schweizer evangelischer Geistlicher, Politiker und Naturforscher.

## Leben

### Familie
Daniel-Alexandre Chavannes war der älteste Sohn des Pfarrers François Chavannes und dessen Ehefrau Henriette Madeleine (geb. Friquet).
Sein Onkel war Alexandre César Chavannes (1731–1800), bei dem er seit 1775 auch aufwuchs und der seine Erziehung und Ausbildung übernahm. Seine Tante war Etiennette Chavannes, die einen angesehenen Salon führte und mit Jacques Abram Daniel Clavel de Brenles (1717–1771) verheiratet war.
Seine Neffen waren Edouard-Louis Chavannes (1805–1861), Professor der Botanik an der Akademie Lausanne, und der Pastor Jules Chavannes (1805–1874).
Daniel-Alexandre Chavannes war seit 1793 mit Hélène-Cornélie († 1858), verheiratet. Sie war Tochter von Daniel Zacharie Châtelain (1723–1807), Bürger in Amsterdam, ehemaliger Pastor der wallonischen Kirche in Rotterdam; gemeinsam hatten sie acht Kinder:
- Jeanne Henriette Cornélie Chavannes (* 22. März 1794 in Vevey; † 15. März 1874 anderes Datum 14. Mai 1874 in Lausanne)[9], Direktorin der 1837 eingeweihten Lehrerschule im Kanton Waadt, und damit die erste Schweizer Frau in einem derartigen Amt;
- César Daniel Chavannes (* 2. November 1795; † 21. Oktober 1811);
- Jacqueline Herminie Chavannes (* 20. Oktober 1798; † 5. April 1853), schrieb Kinderbücher sowie die Biografien von Albert de Haller, Johann Caspar Lavater und Johann Heinrich Pestalozzi; sie erzog auch die Tochter von Adolphus Frederick, 1. Duke of Cambridge;
- Henriette Cornélie Elizabeth Chavannes (* 7. Februar 1800; † 23. Februar 1881);
- Jacques Félix Chavannes (* 5. Dezember 1802; † 6. September 1863),[10] Pastor in La Sarraz, war während des Sonderbundkrieges sowie 1849 Feldprediger. Er war, gemeinsam mit Jule Chavannes, Mitglied der Kommission, die sich 1839 mit der Revision des Kirchengesetzes befasste. Mit dem befreundeten Frédéric de Gingins-La Sarraz (1790–1863)[11] war er einer der Gründer der Société d'histoire de la Suisse Romande. Als Mitglied von Belles-Lettres veröffentlichte er unter anderem Les Etrennes vaudoises und Le Quêteur;
- Jean Alexandre Chavannes (* 20. November 1805);
- Adelaide Marie Victoire Chavannes (* 21. Januar 1807; † 1. April 1850);
- Jacque Auguste Chavannes (* 1. Oktober 1810; † 16. September 1879)[12], promovierte an der Universität Heidelberg zum Doktor der Naturwissenschaften und wurde Professor für Zoologie an der Akademie von Lausanne. Er reiste im Frühjahr 1839 nach Brasilien, um seinen Cousin Gustave Perdonnet (1822–1913)[13] zu begleiten und übersandte seinem Vater eine Sammlung brasilianischer Vögel. Später wurde er Kurator des Kantonsmuseums und bereicherte es mit seinen Sammlungen.

Die Familie lebte unter anderem bis 1810 zwischen Vevey und Tour-de-Peilz in einem Haus seines Schwiegervaters, in dem ursprünglich Edmund Ludlow, nach seiner Flucht aus England 1660, lebte; von dort liess Daniel-Alexandre Chavannes sich in Lausanne im Stadtteil St. Pierre nieder. 1832 zog er in Lausanne in ein Haus in der Rue Cité-Derrière 23 (ehemals 28), in dem er auch verstarb.

### Werdegang
Daniel-Alexandre Chavannes besuchte die Académie de Lausanne in Lausanne und wurde am 20. Juli 1788 ordiniert; während des Unterrichts an der Akademie hatte er Unterricht in Griechischer Sprache und Moral bei Frangois-Louis Allamand (1709–1784) und er hörte Theologie-Vorlesungen bei François Louis de Bons; unter anderem war Louis Secretan (1758–1839) sein Kommilitone.
Von 1789 bis 1796 war er Vikar in Vevey und darauf von 1796 bis 1798 in Corsier-sur-Vevey; von 1790 bis 1791 hielt er sich zu einem Studienaufenthalt in Deutschland, Frankreich sowie Holland auf und sammelte Informationen zu Geschichte, Gesetzgebung, Industrie und Armenwesen in den jeweiligen Ländern.
Als Anhänger der Helvetischen Republik wurde er vom Helvetischen Direktorium, zusammen mit Jean-Louis-Philippe Bridel, im Juli und August 1798 als Gesandter der Freiheit in den Kanton Léman und nach Freiburg geschickt. Im Dezember 1798 genoss er in Luzern die Gastfreundschaft von Philipp Albert Stapfer, mit dem er über das Verhältnis zwischen Kirche und Staat ausführlich diskutierte; während dieses Aufenthaltes traf er auch unter anderem seinen Freund, den Politiker und Juristen Henri Vincent Carrard (1766–1820).
Seine Bewerbung von 1798 für die vom Direktorium geschaffene Pfarrstelle in Luzern blieb erfolglos, worauf er von 1798 bis 1811 als Katechet und Subdiakon in Vevey tätig war.
Vom 14. April 1803 bis zu seinem Rücktritt 1841 war er Waadtländer Grossrat und war in dieser Zeit 26 Jahre deren Sekretär.
1806 wurde er Mitglied des Conseil Académique und übersetzte in diesem Amt unter anderem eine Instruktion für die Rektoren der Grundschulen des Kantons St. Gallen.
Ab 1813 wurde er mit einem Zoologiekurs an der Akademie in Lausanne betraut, wurde 1820 Honorarprofessor und lehrte bis 1843. Zu seinen Schülern gehörten unter anderem George Samuel Perrottet und Louis Agassiz; von diesem stellte er auf einer Sitzung der Sciences naturelles auch dessen Schrift Untersuchungen über die fossilen Süsswasser-Fische der tertiären Formationen vor.
Als Kenner der Schweizer Fauna begann er verschiedene naturwissenschaftliche Sammlungen anzulegen und gründete, mit Unterstützung von Charles Lardy (1780–1858) und weiterer Interessierter, 1832 das Kantonale Zoologiemuseum in Lausanne, das 1833 eröffnet wurde und seine Sammlungen beherbergte. Durch seine Aufzeichnungen konnte 2010 der Verbleib von Knochen einer Mumie, die 1820 entnommen worden waren, belegt werden.
Er war Chefredakteur des Blattes Feuille du Canton de Vaud, ein Organ der Societe vaudoise d'utilite publique.
Mit seiner Schrift Méthode élémentaire de H. Pestalozzi von 1805, die 1809 und 1819 erneut aufgelegt wurde, war er der Erste, der eine französische Studie über Johann Heinrich Pestalozzi schrieb.

### Politisches und Geistliches Wirken
1798 setzte Daniel-Alexandre Chavannes sich für die Integration der katholischen Kirche ein.
In der Revolutionszeit (siehe auch Geschichte des Kantons Waadt) schloss er sich der Partei an, die Waadt von Bern gelöst sehen wollte und wurde 1802, gemeinsam mit Auguste Pidou und Henri Vincent Carrard (1766–1820), in eine Kommission des Kanton Waadt gewählt, die die Verfassung vom 29. Mai 1801 überarbeiten sollte. Sie nahmen am 28. April 1802 ihre Arbeit auf und stellten die überarbeitete Verfassung bereits am 8. Juni 1802 vor.
Aufgrund seiner Erfahrungen gründete sich in Vevey ein Wohlfahrtsbüro, dass die Almosen zentralisierte und Arbeit verteilte, sowie möglichen Missbrauch in der armen Klasse untersuchte.
1839 erhielt er den Besuch von Frau Elisabeth Fry, einer Quäkerin und Reformerin der Gefängnisse Großbritanniens.
Aufgrund der Suspendierung der Pastoren durch den Staatsrat, die sich geweigert hatten, eine Proklamation vom 3. August 1845 von der Kanzel zu lesen, beschloss er am 12. November 1845 als Pastor zurückzutreten; er trug, gemeinsam mit Ernest Chavannes (1821–1895), Frédéric Chavannes (1803–1893) und Jules Chavannes zur Schaffung der Waadtländischen Freikirche bei.
Er pflegte eine Freundschaft mit dem Gelehrten Johann Caspar Zellweger.

### Mitgliedschaften
- 1798 war Daniel-Alexandre Chavannes an der Unabhängigkeitsbewegung des Kanton Waadt beteiligt und nahm am 12. März 1798 an der Gründung der Société des amis de la liberté et de l’égalité teil; im gleichen Jahr gründete er auch die Vereinigung les Amis de la Religion et de la Patrie, die sich mit Themen im Zusammenhang mit Religion, Patriotismus und öffentlicher Bildung beschäftigte.
- Er war 1804 Mitbegründer der Société d’émulation du canton de Vaud[31] sowie der Société d’agriculture et d’économie générale, für die er die Zeitschrift Feuille du Canton de Vaud, seit 1833 als Journal de la Société Vaudoise d’Utilité publique, redigierte; insgesamt 32 Bände mit je 300 Seiten und 130 Beiträgen.
- 1815 war er auch Mitbegründer der Schweizerischen Naturforschenden Gesellschaft (heute: Akademie der Naturwissenschaften Schweiz) und gründete gemeinsam mit Charles Lardy (1780–1858)[32] die Société Vaudoise des Sciences Naturelles[33], als Sektion der Gesellschaft.
- Am 6. September 1837 war er Mitbegründer der Société d’histoire de la Suisse romande.
- Er war Korrespondierendes Mitglied der Naturhistorischen Gesellschaft von Wetterau.
- Er war auch Mitglied der Société royale d’agriculture de Lyon in Lyon sowie der Société academique de Savoie und der Gesellschaft sciences naturelles de la principaute de Moldavie.

## Schriften (Auswahl)
- Fragment d'un sermon prononcé le 20 octobre 1799 dans l'église de Vevey. 1799.
- Discours sur cette question proposée. Lausanne 1799.
- Réflexions sur la réunion du Canton de Vaud à celui de Berne. 1802.
- Méthode élémentaire de H. Pestalozzi. Paris & Genf 1809.
- Daniel-Alexandre Chavannes; Charles Pictet de Rochemont: Rapport de Mr. D. A. Chavannes à ses commettans sur l’Institut d’education des pauvres à Hofwyl. Paris 1813.
- Discours prononcé à Lausanne, le 27 juillet 1818. Lausanne 1818.
- Recit des faits qui ont amené la suspension de Chavannes ci-devant Suffragent à Aubonne. Genf 1823.
- De l’administration publique du Canton de Vaud des 1803 ä 1831. Lausanne 1831.
- Journal de la Société Vaudoise d’utilité publique, faisant suite à la Feuille du Canton de Vaud. 1836.
- Législation Pénale. Genf 1836.
- Fréderic-César de La Harpe. Lausanne, Blanchard, 1838.
- Notice sur l'Hospice cantonal du Canton de Vaud. Lausanne, Blanchard, 1838.